# Gen homeòtic
Els gens homeòtics són gens que determinen quina part del cos en formen les parts. Un exemple són els gens Hox i ParaHox els quals són importants per la segmentació del cos, un altre exemple és el MADS-box-que contenen gens en el model ABC de desenvolupament de les flors.
Els gens homeòtics són gens implicats en els patrons de desenvolupament i les seqüències. Per exemple els gens homeòtics estan implicats en determinar on, quan i com es desenvoluparan els segments en les mosques. Les alteracions en aquests gens poden causar canvis en els patrons de les parts del cos, sovint causant grans efectes com els de les potes creixent en el lloc de les antenes o un joc extra d'ales o, en el cas de les plantes, un anormal nombre de parts. Un individu que porta una versió alterada (mutant) de gens homeòtics es coneix sota el nom de mutant homeòtic.
En les mosques de la fruita la seqüència de gens homeòtics Hox està alineada en el mateix ordre en que afecta les parts de l'insecte. És a dir el primer gen afecta la boca, el segon la cara, el tercer la part de dalt del cap i així fins al vuitè i final que afecta l'abdomen.